# Friend of a Friend
Friend of a Friend (FOAF) とは、人に関する情報をRDFで記述することにより、コンピュータを用いて人に関する情報を簡単に、また意味の通る方法で分析できるようにさせるプロジェクトである。「友達の友達」という言葉の意味通り、人の輪をベースにしてつながりが広がってゆくものとなる。RDFを用いることから、セマンティック・ウェブの一つの形と表現できるだろう。
なお、FOAFプロジェクトはThe foaf projectが中心となって実施されている。

## FOAFの可能性
たとえばFOAFを利用した検索エンジンのようなものがあれば、「ウィキペディアに興味を持った人」を検索することができたり、「Aさんは一体何人の知人をたどって、また自分にたどり着くことができるか」ということが調べられたりできるだろう。